# Serge Gélabert
Serge Martin Jean Gélabert est un photographe français né le 12 août 1946 à Bastia. Il se consacre depuis 1978 à photographier les paysages de l'île de La Réunion, département et région d'outre-mer dans le sud-ouest de l'océan Indien. Il est l'auteur de nombreux livres consacrés à ce territoire, et en particulier au Piton de la Fournaise, volcan actif dont il a immortalisé les grandes éruptions. Il est fait chevalier de la Légion d'honneur le 14 juillet 2015.